# Зиборов, Михаил Николаевич
Михаил Николаевич Зиборов (13 (25) октября 1859, Курск — 1912) — генерал-майор, военный инженер, ординарный профессор по кафедре строительного искусства Николаевской инженерной академии, автор проектов отопления многих крупных сооружений.

## Биография
Родился 25 октября 1859 года в Курске. Образование получил в Николаевском инженерном училище и Николаевской инженерной академии, за отличное окончание его имя занесено на мраморные доски этих заведений. Непосредственно за окончанием академии оставлен репетитором при ней. С 1889 читал лекции по строительному искусству в Николаевской инженерной академии. В 1893 году, по защите диссертации: «Успехи сожигания нефти без посредства пульверизации в приборах для комнатных и иных печей», назначен преподавателем, сама же диссертация, напечатанная в № 1—3 «Инженерного журнала» за 1893 год, удостоена премии этого журнала. В 1900 году назначен экстраординарным профессором Николаевской инженерной академии, в 1904 году избран в профессора, в 1910 году назначен ординарным профессором, специализировался, главным образом, на вопросах отопления и вентиляции зданий и своими трудами в этой области стяжал себе заслуженный авторитет. С 1896 преподает курс «Отопления и вентиляции» в Санкт-Петербургском технологическом институте. Тот же курс читал в Институте инженеров путей сообщения с 1903.
Зиборовым составлены следующие руководства для слушателей Николаевской инженерной академии: «Строительные материалы» (1897 год); «Земляные работы» (1903 год) и «Основы хлебопечения и устройства хлебопекарных печей» (1907 год).
Как помощник А. А. Веденяпина и самостоятельно Зиборов занимался составлением проектов отопления многих крупных сооружений (Верхних торговых рядов в Москве, здания Московской городской думы, химической лаборатории Санкт-Петербургского технологического института, Физического института Санкт-Петербургского университета и др.).